# S.C.A.R.S.
S.C.A.R.S. (que significa Super Computer Animal Racing Simulator, aunque no se menciona) es un videojuego de carreras desarrollado por Vivid Image y publicado por Ubi Soft para PlayStation, Nintendo 64 y Microsoft Windows en 1998.

## Trama
En el mundo del 3000 d. C., el mundo está dirigido por 9 supercomputadoras diferentes, que están terriblemente aburridas, por lo que crearon esta simulación de realidad virtual para competir entre sí.

## Jugabilidad
Los coches se basan en los atributos de animales terrestres extintos. El jugador compite con nueve autos diferentes (algunos deben desbloquearse) en nueve pistas diferentes. Puede correr o disparar a sus oponentes con nueve armas diferentes. Tiene varias opciones multijugador (incluida la pantalla dividida en PC).

## Recepción
| Críticas Publicación Calificación N64 PS PC Computer Gaming World N/A N/A [ 4 ] Electronic Gaming Monthly 6/10 [ 5 ] 6.5/10 [ 6 ] N/A Game Informer 7.75/10 [ 7 ] 8/10 [ 8 ] N/A GamePro [ 9 ] [ 10 ] [ 11 ] Game Revolution N/A N/A C [ 12 ] GameSpot 5.7/10 [ 13 ] 7.6/10 [ 14 ] 7.2/10 [ 15 ] Hyper Magazine 83% [ 16 ] 85% [ 17 ] N/A IGN 7.9/10 [ 18 ] 6.5/10 [ 19 ] 7/10 [ 20 ] N64 Magazine 79% [ 21 ] N/A N/A Nintendo Power 7.4/10 [ 22 ] N/A N/A PlayStation Official Magazine (UK) N/A 8/10 [ 23 ] N/A PC Gamer EEUU N/A N/A 68% [ 24 ] N64 Gamer 7.5/10 [ 25 ] N/A N/A Puntuaciones de reseñas GameRankings 71% [ 26 ] 67% [ 27 ] 66% [ 28 ] |              |              |              |
| Críticas |              |              |              |
| Publicación | Calificación | Calificación | Calificación |
| Publicación | N64          | PS           | PC           |
| Computer Gaming World | N/A          | N/A          | [ 4 ]        |
| Electronic Gaming Monthly | 6/10         | 6.5/10       | N/A          |
| Game Informer | 7.75/10      | 8/10         | N/A          |
| GamePro | [ 9 ]        | [ 10 ]       | [ 11 ]       |
| Game Revolution | N/A          | N/A          | C            |
| GameSpot | 5.7/10       | 7.6/10       | 7.2/10       |
| Hyper Magazine | 83%          | 85%          | N/A          |
| IGN | 7.9/10       | 6.5/10       | 7/10         |
| N64 Magazine | 79%          | N/A          | N/A          |
| Nintendo Power | 7.4/10       | N/A          | N/A          |
| PlayStation Official Magazine (UK) | N/A          | 8/10         | N/A          |
| PC Gamer EEUU | N/A          | N/A          | 68%          |
| N64 Gamer | 7.5/10       | N/A          | N/A          |
| Puntuaciones de reseñas |              |              |              |
| GameRankings | 71%          | 67%          | 66%          |

El juego recibió críticas promedio en todas las plataformas según el sitio web de agregación de reseñas GameRankings. Next Generation dijo de la versión de PlayStation en su edición de diciembre de 1998, "A pesar de todas sus fallas, SCARS no es terrible, y es uno de los pocos juegos de PlayStation que permite que cuatro jugadores compitan en 3D en una pantalla dividida. si tienes un Multitap, esta es casi una compra digna. Sin un Multitap, es un juego de carreras colorido, pero no mucho más". Dos números más tarde, sin embargo, la revista dijo sobre la versión de Nintendo 64, "Uno de los mejores clones de Mario Kart, SCARS hace casi todo bien, superando tanto los gráficos como el control de la versión de PlayStation. El juego es desafiante y adictivo sin molestar al jugador hasta el punto de la frustración. Admite hasta cuatro jugadores a través de la pantalla dividida y es una excelente manera de matar el tiempo con amigos".